# 27 sekundmeter snö (TV-film)
27 sekundmeter snö är en svensk TV-film från 2005 och är en filmatisering av Kjerstin Göransson-Ljungmans roman med samma namn.

## Handling
En grupp skidåkare ger sig iväg på en fem-dagars skidtur i Lapplandsfjällen. På grund av ett svårt oväder blir de insnöade i en fjällstuga. Första natten sker ett mord, den framgångsrika affärsmannen Wiesmann blir brutalt knivhuggen till döds. Gruppens deltagare inser förskräckta att mördaren måste vara en av dem. För att kunna uthärda de följande dygnen instängda i stugan måste de själva försöka lösa mordgåtan.

## I rollerna
- Jacob Ericksson - Sven
- Anders Ahlbom Rosendahl - Wiesmann
- Elisabet Carlsson - Marit Thuresson
- Gunilla Abrahamsson - Frida Lundin
- Jan Mybrand - Janzon
- Jamil Drissi - Armand
- Livia Millhagen - Greta
- Malena Engström - Lola
- Mylaine Hedreul - Ninnan Wiesmann
- Niklas Falk - Odd Thuresson
- Ulricha Johnson - Majken